# Боргоманеро
Боргоманеро (итал. Borgomanero) — коммуна в Италии, располагается в регионе Пьемонт, в провинции Новара.
Население составляет 21305 человек (2008 г.), плотность населения составляет 658 чел./км². Занимает площадь 32 км². Почтовый индекс — 28021. Телефонный код — 0322.
Покровителем коммуны почитается святой апостол Варфоломей, празднование 24 августа.

## Демография
Динамика населения:

## Города-побратимы
- Динь-ле-Бен, Франция
- Бад-Мергентхайм, Германия

## Администрация коммуны
- Официальный сайт: http://www.comune.borgomanero.no.it/

## Легенда об основании Боргоманеро
Первые упоминания о Боргоманеро относятся к середины XII века. Местные жители увязывают основание главного населённого пункта коммуны с изобретением здешнего традиционного кушанья — тапулона, своеобразного рагу из ослятины. В соответствии с местной легендой, группа паломников, посетивших базилику Святого Юлия на озере Орта, возвращалась оттуда через территорию нынешнего Боргоманеро. У путников подошли к концу съестные припасы, и они были вынуждены пустить под нож одного из своих вьючных ослов. Чтобы размягчить жёсткое мясо престарелого ишака, его пришлось нарезать на очень маленькие кусочки и долго тушить в красном вине — именно таким образом готовится тапулон. Утолив голод, странники заночевали под открытым небом, а проснувшись, сочли окружающую местность настолько приятной, что решили там поселиться.
В современном Боргоманеро тапулон считается не просто главным кулинарным специалитетом, но и неформальным символом коммуны. Неотъемлемой частью ежегодных местных празднеств, посвящённых сбору урожая винограда, которые проводятся в начале сентября, является Фестиваль тапулона (пьем. Sagra del tapulon), считающийся одной из основных местных культурных достопримечательностей. В рамках фестиваля организуется массовое приготовление и дегустация тапулона — тапулона́та (пьем. tapulonata), обычно сопровождающаяся гонкой на ослах, в которой состязаются жители различных населённых пунктов коммуны.